# Jake Kennedy (giocatore di football americano)
Jake Kennedy (Bellefontaine, ...) è un giocatore di football americano statunitense che gioca come quarterback per i New Yorker Lions.